# Tūrbedār
Tūrbedār (persiska: Tūr Bedār, تور بدار) är en ort i Iran.   Den ligger i provinsen Mazandaran, i den norra delen av landet, 180 km nordost om huvudstaden Teheran. Tūrbedār ligger 2 meter över havet och antalet invånare är 145.
Terrängen runt Tūrbedār är platt. Runt Tūrbedār är det ganska tätbefolkat, med 111 invånare per kvadratkilometer. Närmaste större samhälle är Sari, 5,4 km söder om Tūrbedār. Runt Tūrbedār är det i huvudsak tätbebyggt.